# Jonah Jones
Jonah Jones (Louisville, 1909. december 31. – New York, 2000. április 29. vagy 2000. április 30.) amerikai trombitás. Jonah Jonest „II. Lajosnak” nevezték, Louis Armstrongra célozva ezzel.

## Pályakép
Jones tizenkétévesen kezdett altszaxofonozni a kentuckyi Louisville-i Booker T. Washington Community Center zenekarban, de hamar áttért a trombitára. Kiváló trombitássá vált. Sok kortárs dzsesszzenészhez hasonlóan ő is a Mississippi és az Ohio folyók evezős gőzhajóin szerezte első szakmai tapasztalait. 1928-ban csatlakozott a Horace Henderson Bandhez. 1930-31 között Jimmy Lunceford zenekarában játszott. 1932-34 között (aztán 1936-40 között is) csatlakozott a swinghegedűs Stuff Smith New York-i zenekarához. Dolgozott továbbá Lil Hardin Armstrongnal, a McKinney's Cotton Pickersszel, Benny Carterrel és Teddy Wilsonnal is. 1928-ban csatlakozott a Horace Henderson Bandhez. 1930-31 között Jimmy Lunceford zenekarában játszott. 1932-34 között (aztán 1936-40 között is) csatlakozott a swinghegedűs Stuff Smith New York-i zenekarához. Dolgozott továbbá Lil Hardin Armstronggal, a McKinney's Cotton Pickersszel, Benny Carterrel és Teddy Wilsonnal is.
1941-50 között a Cab Calloway Band tagja volt, ahol többek között feltűnt egy Porgy és Bess produkcióban is (a zenekarban és egy kis mellékszerepben), valamint a Broadway-en 1953-ban.
1946-ban Párizsban lemezfelvételeket készített a Swing kiadónak. Az 1950-es évek elején Earl Hines-szal és Lionel Hamptonnal dolgozott. 1954-ben egy nagyon sikeres európai turnén vett részt. 1955-ben megalapította saját kvartettjét. Az „On the street where you live” című felvétele egymillió dolláros sikert aratott. 1958-ban Grammy-díjat kapott az „I dig chicks” című albumért. Szerepelt a televízióban is, többek között Fred Astaire show-ban, gálaműsorokban Rainier monacói herceggel, Thaiföld királyával, Lyndon B. Johnson elnökkel.
Az 1980-as évekig sikeres világkörüli turnékat is vállalt.

## Albumok
- Jonah Jones at the Embers (1956)
- Muted Jazz (1957)
- Jazz Kaleidoscope (1957)
- Jumpin' with Jonah (1958)
- Swingin' at the Cinema (1958)
- Swingin' on Broadway (1958)
- Jonah Jumps Again (1959)
- I Dig Chicks (1959)
- Swingin' Around the World (1959)
- Hit Me Again! (1960)
- The Greatest Dixieland Ever (G1960)
- A Touch of Blue (1960)
- The Unsinkable Jonah Jones Swings the Unsinkable Molly Brown (1961)
- Jumpin' with a Shuffle (1961)
- Great Instrumental Hits Styled by Jonah Jones (1961)
- Broadway Swings Again (1961)
- Jonah Jones Quartet/Glen Gray Casa Loma Orchestra (1962)
- Jazz Bonus (1962)
- Trumpet On Tour (1962)
- And Now in Person Jonah Jones (1963)
- That Righteous Feelin'  (1963)
- Jonah Jones Swings, Etta Jones Sings (1964)
- Blowin' Up a Storm (1964)
- Hello Broadway (1965)
- Double Exposure (1965)
- On the Sunny Side of the Street (1965)
- Sweet with a Beat (1966)
- Tijuana Taxi (1966)
- Good Time Medleys (1967)
- Squeeze Me and Other Favorites (1968)
- Along Came Jonah (1968)
- A Little Dis, a Little Dat (1969)
- Back On the Street with Earl Hines, Buddy Tate, Cozy Cole (1972)
- Confessin' (1978)

## Díjak
- 1958: Grammy-díj – „I dig chicks”

## Fordítás
Ez a szócikk részben vagy egészben  az   onah Jones című német Wikipédia-szócikk ezen változatának fordításán alapul.  Az eredeti cikk szerkesztőit annak laptörténete sorolja fel. Ez a jelzés csupán a megfogalmazás eredetét és a szerzői jogokat jelzi, nem szolgál a cikkben szereplő információk forrásmegjelöléseként.